# Croix de chemin de Domprel
La Croix de chemin de Domprel est une croix du XVIe siècle située sur la commune de Domprel dans le département français du Doubs.

## Localisation
La croix est située à la sortie du village, sur le bord de la route menant de Domprel à Pierrefontaine.

## Histoire
La croix date du XVIe siècle. Elle est classée au titre des monuments historiques depuis le 29 novembre 1913.

## Description
La croix est en pierre et représente le Christ en croix et la Vierge.